# Comuna de Ulan-Majorat
Ulan-Majorat (polaco: Gmina Ulan-Majorat) é uma gminy (comuna) na Polónia, na voivodia de Lublin e no condado de Radzyński. A sede do condado é a cidade de Ulan-Majorat.
De acordo com os censos de 2004, a comuna tem 6102 habitantes, com uma densidade 56,6 hab/km².

## Área
Estende-se por uma área de 107,77 km², incluindo:
- área agrícola: 83%
- área florestal: 10%

## Demografia
Dados de 30 de Junho 2004:
|                      | Total   | Total | Mulheres | Mulheres | Homens  | Homens |
| -------------------- | ------- | ----- | -------- | -------- | ------- | ------ |
|                      | pessoas | %     | pessoas  | %        | pessoas | %      |
| População            | 6102    | 100   | 2977     | 48,8     | 3125    | 51,2   |
| Densidade (pop./km²) | 56,6    | 100   | 27,6     | 27,6     | 29      | 29     |

De acordo com dados de 2002, o rendimento médio per capita ascendia a 1324,91 zł.

## Comunas vizinhas
- Borki, Kąkolewnica Wschodnia, Łuków, Radzyń Podlaski, Wojcieszków